# Serie B Nazionale
La Serie B Nazionale, conocida como Serie B Nazionale Old Wild West por motivos de patrocinio, es la tercera división del baloncesto masculino en Italia, tras la Serie A y la Serie A2, y representa el segundo nivel amateur. Es organizada por la Lega Nazionale Pallacanestro (LNP).

## Historia
En el curso de los años ha cambiado varias veces de nombre y jerarquía:
- la primera edición de la Serie B se disputó en la temporada 1937/38 y fue el segundo nivel de la liga italiana hasta la temporada 1954/55;
- desde la temporada 1955/56 hasta 1964/65 la Serie B fue el tercer nivel;
- desde la temporada 1965/66 hasta 1973/74 fue el segundo nivel tras la Serie A;
- desde la temporada 197/75 hasta 1985/86 fue el tercer nivel;
- con la creación de la Serie B d'Eccellenza, fue llamada Serie B2 y representó el cuarto nivel;
- desde 2008 a 2011 asumió el nombre de Serie B Dilettanti;
- desde 2011 a 2014 asumió el nombre de Divisione Nazionale B;
- desde 2014 a 2023 tomó de nuevo el nombre de Serie B y volvió a ser el tercer nivel.
- desde el 2023 asumió el nombre de Serie B Nazionale.

## Sistema de competición
En la temporada 2024/25 la Serie B Nazionale se encuentra dividida en 2 grupos de 20 equipos cada uno.